# Гормлет инген Мурхада
Гормлет инген Мурхада (ирл. Gormflaith ingen Murchada) родилась в Нейсе, графство Килдэр, Ирландия, около 960 года. Она была дочерью короля Лейнстера Мурхада мак Финна и сестрой его преемника Маэл Морды мак Мурхады, второй женой, а затем вдовой Олава Кварана, короля викингов Дублина и Йорка. Была матерью короля Дублина Ситрика Шёлковой Бороды. Основной источник её биографии — ирландский текст Cogad Gáedel re Gallaib.
Гормлет вышла замуж за Маэла Сехнейлла Мак Домнайлла (Máel Sechnaill Mac Domnaill) после смерти Олафа, но наиболее известна она как третья жена Верховного короля Ирландии Бриана Бору. Она была матерью Доннхада, сменившего Бриана в качестве короля Мунстера. В 999 году Бриан победил Маэл Морду и Ситрика Шёлковую Бороду в битве при Гленмама. В результате мирных переговоров Бриан выдал одну из своих дочерей за Ситрика, а сам женился на Гормлет. Согласно саге о Ньяле, она была Kormloð: «Она была женщиной на редкость красивой и хороша во всём, что не зависело от её воли, но, как говорят, во всём, что от неё зависело, она показывала себя только с худой стороны». Впоследствии она и Бриан развелись, и Гормлет начала развивать оппозицию верховному королю. Она побудила Ситрика получить поддержку викингов за пределами Ирландии, в первую очередь Сигурда с Оркнейских островов и Бродира с острова Мэн.
Кульминацией вызванного ею конфликта стала битва при Клонтарфе, в которой Бриан был убит. Силы Бриана одержали победу, но ни Гормлет, ни Ситрик не были убиты, так как были в безопасности за стенами Дублина. Гормлет умерла в 1030 году.
Имя Гормлет упомянуто в композиции «Этаж наследия» Джуди Чикаго.